# Rödgul alguldmal
Rödgul alguldmal (Phyllonorycter froelichiellus) är en fjärilsart som först beskrevs av Philipp Christoph Zeller 1839.  Rödgul alguldmal ingår i släktet guldmalar, och familjen styltmalar. Arten är reproducerande i Sverige.